# NS villamos (Portland Streetcar)
Az Oregon állambeli Portland NS jelzésű villamosa a NW 23rd & Marshall és a SW Lowell & Bond megállók között közlekedik. A 6,6 km hosszú vonalat a Portland Streetcar, Inc. és a TriMet üzemelteti. A pálya legkisebb ívének hossza 18 méter.
A járat a második világháború óta az USA első modern villamosvonala. Az NS viszonylatjelzést 2012. szeptember 22-től, a második (CL) vonal megnyitása óta viseli, ami a North/South Line (észak–déli vonal) rövidítése.

## Története

### Tervezése
Az 1950-es években felszámolt portlandi villamosvonalak újraindítása már az 1970-es években felmerült, amikor Bill Naito üzletember belvárosi vállalkozókat egy nosztalgiavillamos finanszírozására kért fel. Az 1988-as fejlesztési tervre válaszul 1990-ben létrejött egy tanácsadó testület, amely megvalósíthatósági tanulmányában három nyomvonalat tanulmányozott, köztük a John’s Landing–belváros–23. sugárút útvonalút. A Central City Trolley viszonylaton az egykor a Council Crest térségében közlekedő járművek másolatait akarták üzembe állítani, de később az alacsony padlós villamosok mellett döntöttek annak reményében, hogy inkább fog ingázó, mint turistaforgalmat bonyolítani. Ezzel összhangban a viszonylatot Central City Streetcarra nevezték át.
A tervezéskor több alternatívát (például a Portland Transit Mallon vagy a Park és 9. sugárutakon való vezetést) is megvizsgálták, de a képviselő-testület a városrészi szövetkezetek tiltakozása miatt végül a szamaritánus kórház és a Portlandi Állami Egyetemet összekötő 10. és 11. sugárutak mellett döntött. A tervezésre és üzemeltetésre pályázatot írtak ki; az egyetlen jelentkező a helyi közintézmények és vállalkozások vezetői által alapított nonprofit Portland Streetcar, Inc. volt.

### Finanszírozása és építése
A város 1997 júliusában az építkezés megkezdése mellett döntött. A projekt költségeit 56,9 millió dollárra (2023-ban 108,1 millió) becsülték, melynek többségét a város fedezte. 28,6 milliót a parkolási díjakból finanszíroztak, 1998 szeptemberében pedig városfejlesztési körzetet jelöltek ki, amely által a két utcasarkon belüli vállalkozásoktól begyűjtött díjakkal további 9,6 millió dollárt fordíthattak az építkezésre. A Portlandi Fejlesztési Bizottság a TriMet által a meg nem épült South/North vasútvillamos-viszonylatra elkülönített adóbevételekből 7,5 millió dollárral járult hozzá az 5. sugárútig tartó hosszabbításhoz, a buszok előnyben részesítéséért cserében pedig a Szövetségi Közlekedési Hatóság a TriMetnek szánt ötmillió dollárt csoportosította át. A Fremont híd alatti kocsiszín költségeit négymillió dollárra, a vágányépítést és a felsővezeték-rendszer kialakítását 28 millió dollárra becsülték. 1999-ben a Škoda Transportationtől 12 millió dollár értékben öt villamost, majd a 2001-es RiverPlace-ig tartó vonalhosszabbításkor további kettő járművet rendeltek.
Az alapkőletétel 1999. április 5-én volt. A Stacy és Witbeck aznap megkezdte a közműkiváltást a Lovejoy utcában, majd júniusban a 10. és 11. sugárutak mentén folytatták. A vágányépítés a közút visszabontása után egy héttel kezdődött és déli irányban haladt. 2000 júniusára a vágányépítéssel elérték az egyetemet; az északi irányú sínpárt az újonnan megnyílt Urban Plazán átlósan, a déli irányút pedig a campus északi határán fektették le. Augusztusra a 720 négyzetméteres kocsiszín 90%-a elkészült. A próbajáratok 2001 júniusában indultak a Portland Vintage Trolley egyik nosztalgiavillamosával. A februári átadást az áramellátási rendszer kiépítésének késése miatt májusra halasztották. A villamosok szállítását egy hitelkeret hátráltatta, amelyet arra az esetre kötöttek, ha a kocsik nem válnának be. Az első járművet a gyártó végül áprilisban szállította.

### Megnyitás és bővítések
A 23. sugárút és a Portlandi Állami Egyetem közötti 3,9 kilométeres viszonylatot 2001. július 20-án adták át; ez volt a kontinens első „második generációs” hálózata, valamint ötven év óta Portland első villamosa. A megnyitó keretében a város több pontján is rendeztek programokat, a viszonylat pedig három napig ingyenes volt. Hétköznapokon négy, hétvégéken pedig három (valamint egy nosztalgiavillamos) jármű közlekedett. 1996-ban a napi utasszámot 2700 és 4700 közé becsülték; 2001 szeptemberében napi 6000–8000 fő utazott.
A 0,97 kilométeres, 16 millió dollárba kerülő Portlandi Állami Egyetem–RiverPlace hosszabbítás kiépítése 2004-ben kezdődött és 2005. március 11-én adták át. A szegmens részét képezi egy 91 méter hosszú egyvágányú szakasz, valamint a Harrison utca 1. és 2. sugárutak közötti szakaszán a hálózat legmeredekebb emelkedője (8,75%). 2006. október 26-án a Portland Aerial Tram alsó libegőállomásáig tartó 0,97 kilométeres hosszabbítás részeként a Willamette Shore Trolley nosztalgiavillamos nyomvonalán lefektetett ideiglenes vágányon indult meg a forgalom. 2007. október 11-én a Southwest Waterfront kerület jobb kiszolgálására átadták a Gibbs utca, illetve a Lowell és Bond utcák csomópontjáig vezető 0,7 kilométer hosszú bővítést. A 14,45 millió dolláros beruházással a hálózat egyvágányú szakasza 6,53 kilométerre nőtt.
2011. november 3-ától egy multimodális beruházás részeként a Moody sugárúton két vágányon haladnak a járművek, a libegő pedig villamoskapcsolatot kapott. A Gibbs utcai gyalogoshíd 2012. július 14-ei megnyitásával helyreállították Lair Hill városrésznek az Interstate 5 építésekor megszüntetett kapcsolatait. A viszonylat 2012-ben, az A és B vonalak átadásakor kapta az NS jelzést.

## Nosztalgiavillamos
2001 és 2005 között hétvégenként a mai NS vonalon közlekedett a Portland Vintage Trollley. A TriMet állományában volt négy, az 1904-es brit Council Crest kocsik alapján készült replika, amelyet már 1991 óta használtak a MAX vonalán; ebből 2001-ben kettőt Portland városának adományoztak. A szolgáltatás délelőtt 10 és délután 6 óra között volt elérhető. 2005 novemberében a nosztalgiajáratok közlekedtetését ideiglenesen felfüggesztették; ennek fő oka a Portland Streetcar márciusi meghosszabbítása az egyetem és a RiverPlace között, valamint különböző, működés közben jelentkező hibák. 2005 májusában újraindult a nosztalgiajárat; végállomása továbbra is az egyetem volt, mivel a kocsik motorja túl gyenge volt a későbbi emelkedőn való feljáráshoz. 2005 végén végül véglegesen megszüntették a vonalat, a villamosokat pedig visszaadták a TriMetnek.

## Útvonala
A viszonylat körülbelül 6,6 kilométer hosszú. Északi végállomása a Northwest városrészben, a 23. sugárút és a Marshall utca csomópontjában lévő hurokvágányon található NW 23rd & Marshall megállóhely, ahonnan a két irány megosztva a Northrup és a Lovejoy utcákon halad. A járműtelep az Interstate 405 felüljárója alatt található, innen a vonal a 10. és 11. sugárutakon délre fordulva a Gyöngynegyedbe érkezik, ahol az A és B vonalakkal közös pályát használ. Az északi irány a 10., míg a déli a 11. sugárutat követi. A Burnside utcánál belép Délnyugat-Portlandbe, majd a Morrison és Yamhill utcáknál keresztezi a MAX kék és piros vonalait. A Portlandi Állami Egyetemnél a déli irány a Market utcát és az 5. sugárutat követi, az északi pedig átlósan a PSU Urban Plazát keresztezi.
A Montgomery utcában egy 30 méter hosszú egyvágányú szakasz található; korábban a 4. sugárúti is az volt, de azt 2014-ben kétvágányúsították. A vonal innen a Harrison utcába fordulva éri el RiverPlace városrészt, majd a Moody sugárútra fordul. A Tilikum Crossing alatt elhaladva a pálya eléri az alsó libegőállomást, ahonnan a déli irány a Moody, az északi pedig a Bond sugárúton közlekedik. Déli végállomása a Lowell utcai hurokvágányon fekvő S Lowell & Bond megállóhely.
| SW Lowell & Bond felé | NW 23rd & Marshall felé |
| --- | --- |
| NW 23rd & Marshall – NW 23rd Ave – NW Lovejoy St – NW 11th Ave – SW 11th Ave – SW Market St – SW 5th Ave – SW 4th Ave – SW Montgomery St – SW Harrison St – SW River Pkwy – SW Moody Ave – SW Lowell St – SW Lowell & Bond | SW Lowell & Bond – SW Bond Ave – OHSU Commons – SW Moody Ave – SW River Pkwy – SW Harrison St – SW 4th Ave – PSU Urban Center – SW Mill St – SW 10th Ave – NW 10th Ave – NW Northrup St – NW 23rd Ave – NW 23rd & Marshall |

## Megállóhelyei
A viszonylat 39 megállójából 24 az A és B vonalakéval közös. Minden megállóhely akadálymentesített, valamint indulásjelző kijelzővel és jegyautomatával felszerelt. A MAX vonataira öt, a libegőre egy megállónál lehet átszállni.
2016 februárjában az utazási idő rövidítése, valamint a koccanásos balesetek elkerülése érdekében a NW 10th & Everett, a NW 11th & Everett, a SW 10th & Stark, valamint a SW 1st & Harrison megállóhelyeket ideiglenesen megszüntették. A bezárással két percet tudtak megtakarítani, így az a következő hónapban végleges lett. A megszűnt peronok egy részén a Biketown kerékpármegosztó dokkolóit helyezték el.
| NS (NW 23rd & Marshall◄►SW Lowell & Bond) |                                           |                                      |
| Megállóhely                               | Átszállási kapcsolatok                    | Intézmények                          |
| NW 23rd & Marshall végállomás             | 15                                        | Legacy Good Samaritan Medical Center |
| (↓) NW 22nd & Lovejoy                     |                                           |                                      |
| (↑) NW 22nd & Northrup                    |                                           |                                      |
| (↓) NW 21st & Lovejoy                     | 77                                        |                                      |
| (↑) NW 21st & Northrup                    | 77                                        |                                      |
| (↓) NW 18th & Lovejoy                     |                                           | Havurah Shalom zsinagóga             |
| (↑) NW 18th & Northrup                    |                                           |                                      |
| (↓) NW 13th & Lovejoy                     |                                           |                                      |
| (↑) NW 14th & Northrup                    |                                           |                                      |
| (↓) NW 11th & Johnson                     |                                           | Jamison Square                       |
| (↑) NW 12nd & Northrup                    |                                           |                                      |
| (↓) NW 11th & Glisan                      | 77                                        |                                      |
| (↑) NW 10th & Johnson                     |                                           | Gyöngytemplom                        |
| (↓) NW 11th & Couch                       |                                           | Portland Center Stage at The Armoury |
| (↓) SW 11th & Alder                       | B 15, 51                                  | Első Presbiteriánus Templom          |
| (↑) NW 10th & Glisan                      | 77                                        |                                      |
| (↓) SW 11th & Taylor                      |                                           | Első Baptista Templom                |
| (↑) NW 10th & Couch                       | 20                                        |                                      |
| (↓) SW 11th & Jefferson                   |                                           |                                      |
| (↑) SW 10th & Alder                       |                                           |                                      |
| (↓) SW 11th & Clay                        |                                           |                                      |
| (↑) Central Library                       | Kék és piros vonalak A                    | Multnomah megyei Központi Könyvtár   |
| (↓) SW Park & Market                      | 68                                        |                                      |
| (↑) Art Museum                            |                                           | Portlandi Művészeti Múzeum           |
| (↓) SW 5th & Market                       | B 1, 8, 12, 19, 44, 94, 99, 164, 177      | Szűz Mária Akadémiája                |
| (↑) SW 10th & Clay                        | A                                         |                                      |
| (↓) SW 5th & Montgomery                   | Zöld, narancssárga és sárga vonalak B 291 |                                      |
| (↑) SW Park & Mill                        |                                           | Piac, South Park Blocks              |
| (↑) PSU Urban Center                      |                                           | Portlandi Állami Egyetem             |
| SW 3rd & Harrison                         | A , B 20, 35, 36, 54, 56, 99              | Lovejoy Fountain Park                |
| SW Harrison Street                        | 38, 45, 55, 92, 96                        |                                      |
| SW River Pkwy & Moody                     | 35, 36, Downtown Express                  |                                      |
| SW Moody & Meade South                    | Narancssárga vonal 35, 36                 | Oregoni Egészségtudományi Egyetem    |
| (↑) OHSU Commons                          | Portland Aerial Tram                      | Libegőállomás                        |
| (↓) SW Moody & Gaines                     | 35, 36                                    | Elizabeth Caruthers Park             |
| (↑) SW Bond & Lane                        |                                           |                                      |
| SW Lowell & Bond végállomás               | 35, 36                                    |                                      |

## Forgalom és utasszámok
A viszonylat üzemideje hétköznapokon 18, szombaton 16, vasárnap pedig 15 óra. Hétköznapokon az első déli irányú villamos 5:45-kor, az első északi irányú pedig 6:27-kor indul; hétvégéken az üzem 7:24-kor kezdődik. A végállomástól végállomásig utazás körülbelül 35 percig tart. A követési idő maximum húsz perc. A teljes vonalon végigközlekedő utolsó villamos az északi végállomásról 22:30-kor, míg a déliről 23:15-kor indul. Hétköznapokon és szombaton az utolsó öt déli irányú villamos csak a Northwest 18th & Lovejoy megállóig közlekedik, ahova az utolsó járat 23:53-kor érkezik. Vasárnapokon az üzem 23:07-ig tart.
Az NS a legforgalmasabb viszonylat, 2018 szeptemberében napi 8751 utast szállított (2017 szeptemberében 8307-et). 2018 áprilisában a napi utasszám 9226 fő volt.

## Galéria

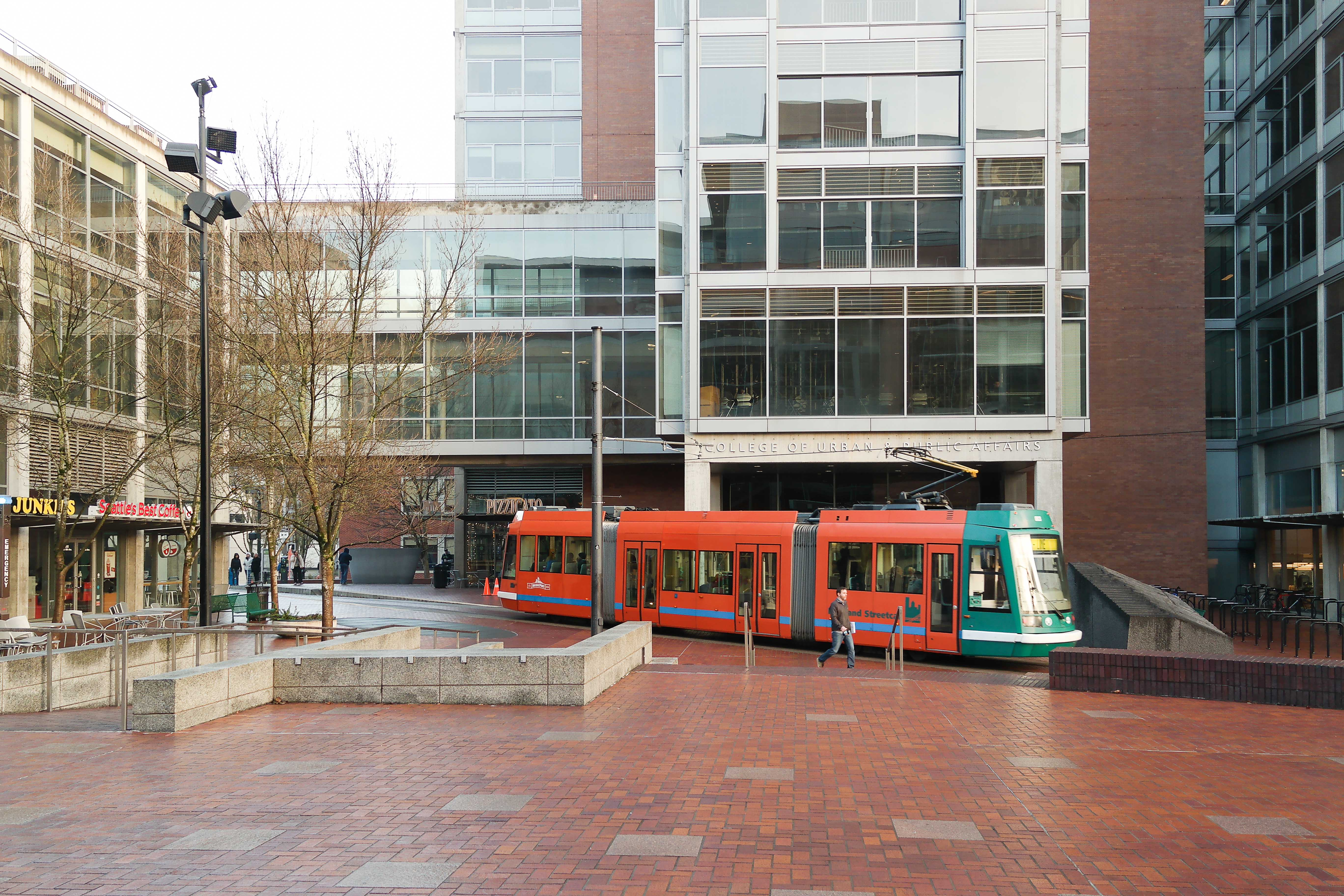
Nob Hill irányú villamos a PSU Urban Center megállónál
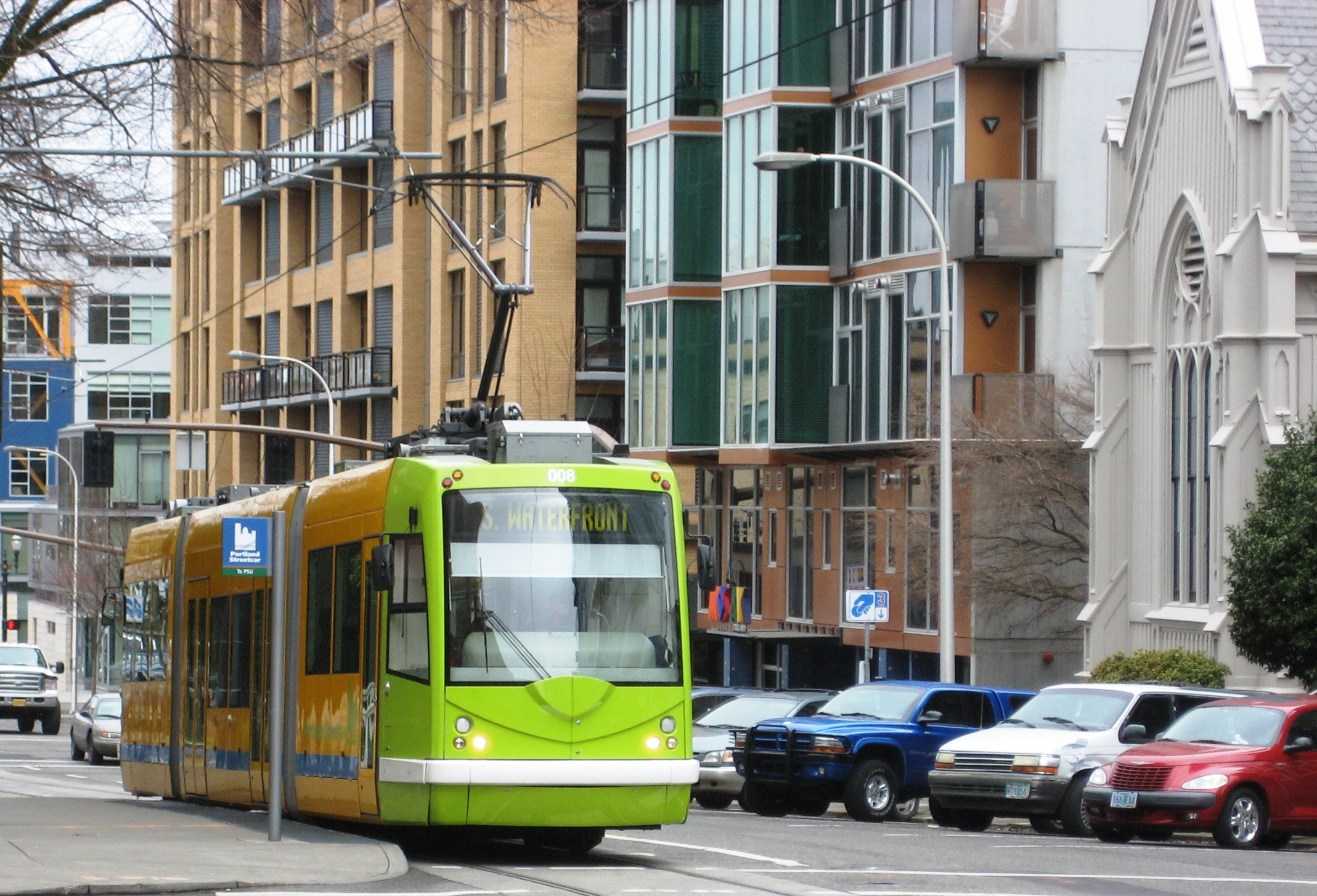
South Waterfront irányú villamos
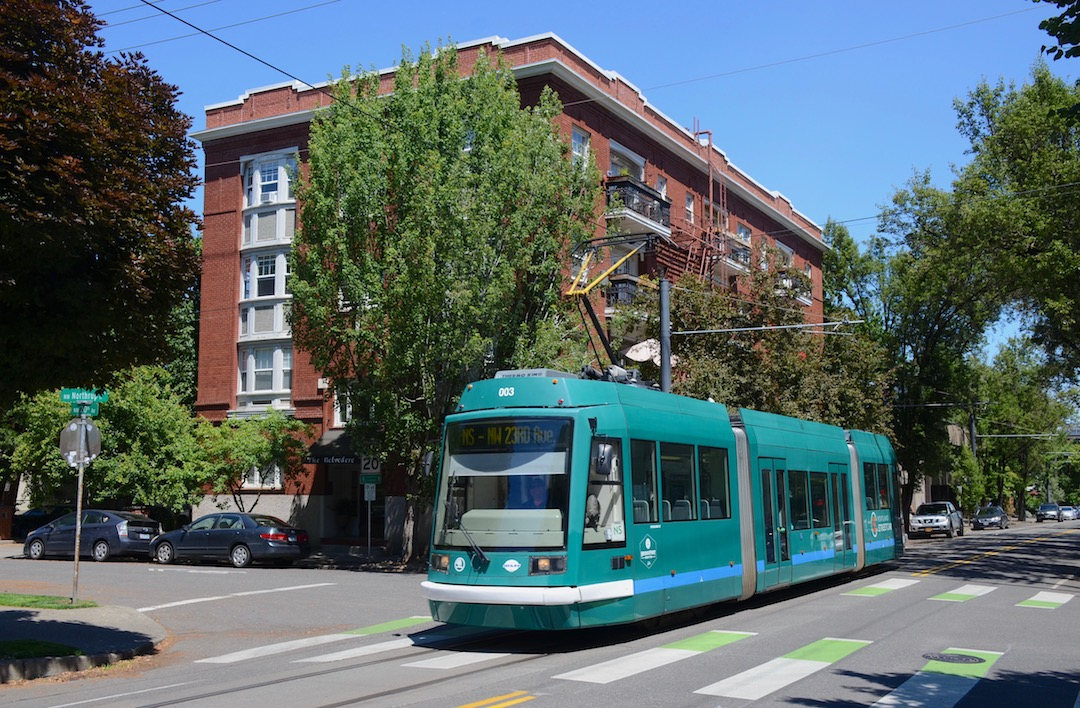
A 003-as pályaszámú Škoda villamos a Northrup utcán 2019-ben
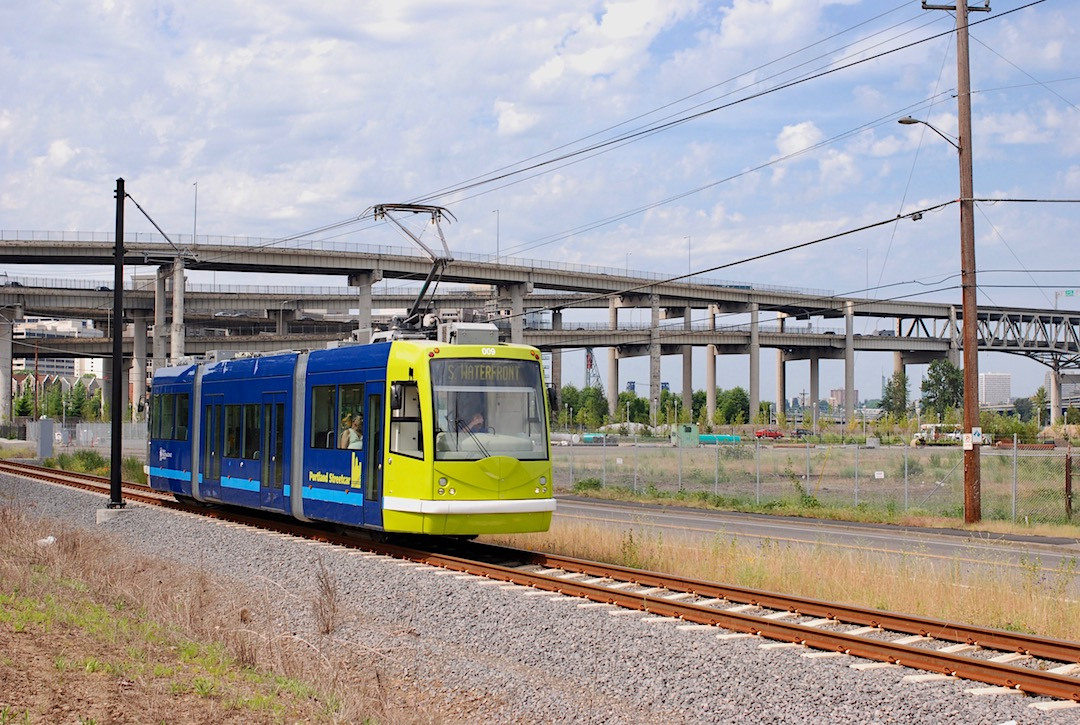
A 009-es pályaszámú Inekon villamos a Moody sugárút még egyvágányú pályáján 2007-ben
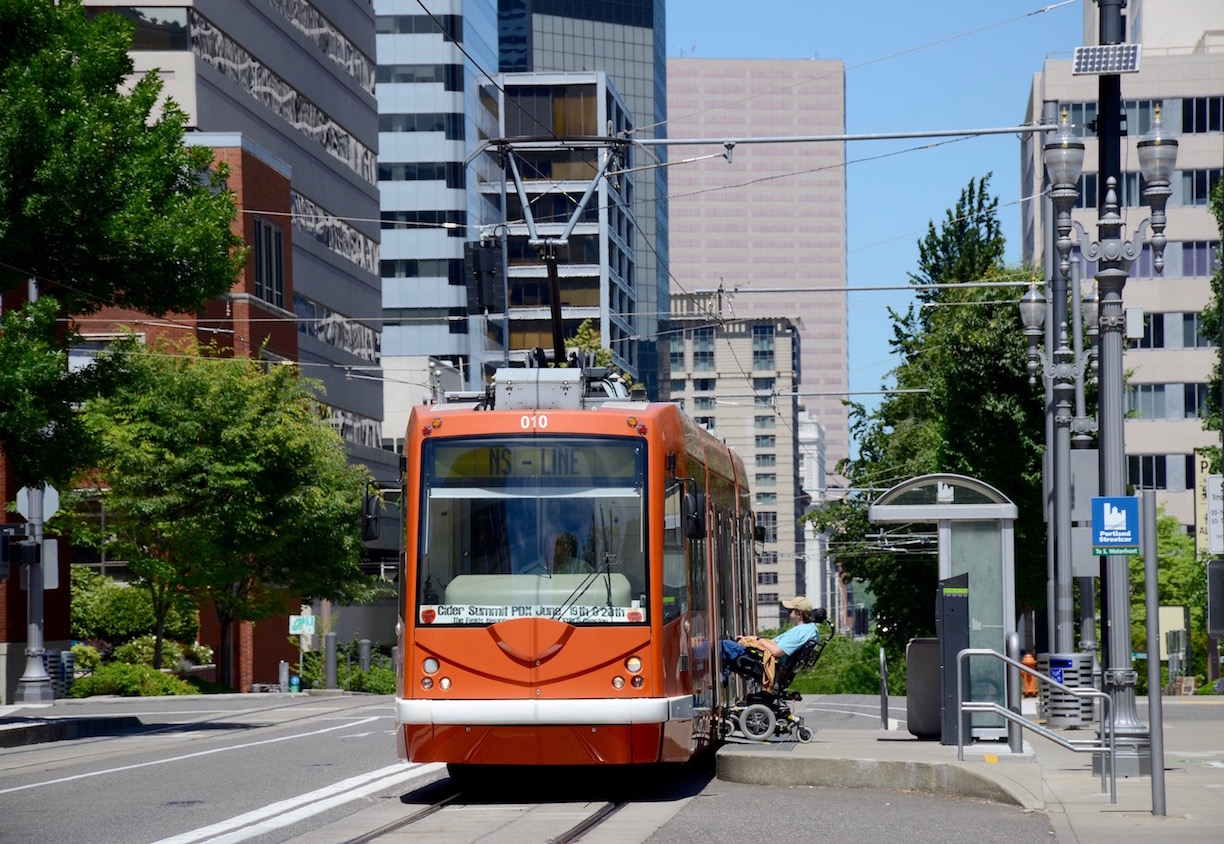
SW 5th & Montgomery megállóhely 2015-ben
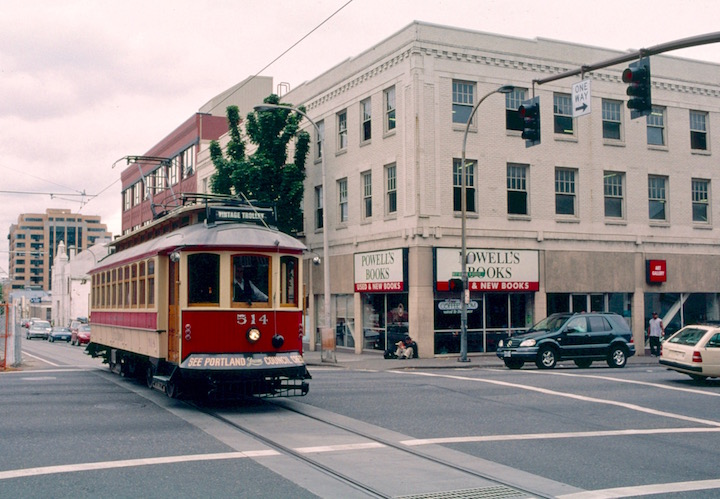
Nosztalgiavillamos 2001-ben

## Fordítás
- Ez a szócikk részben vagy egészben az  NS Line című  Wikipédia-szócikk ezen változatának fordításán alapul.  Az eredeti cikk szerkesztőit annak laptörténete sorolja fel. Ez a jelzés csupán a megfogalmazás eredetét és a szerzői jogokat jelzi, nem szolgál a cikkben szereplő információk forrásmegjelöléseként.